# Maja Bäckström
Edit Maja Bäckström, född 27 mars 1937 i Lund, död 17 januari 2017 i Skälderviken, var en svensk undersköterska och socialdemokratisk politiker, som mellan 1981 och 1994 var riksdagsledamot för Kristianstads läns valkrets. Bäckström är gravsatt i minneslunden på Ängelholms kyrkogård.